# 斯卡伯勒集市 (集市)
在中世纪晚期，約克郡的海滨小镇斯卡伯勒是全英格兰商人的重要聚集地。它主办一个始于8月15日，持续45天的大型交易活动，在那时对于一个集市来说是异常之长。遍及英格兰、挪威、丹麦、波罗的海国家和拜占庭帝国的商人来到这里买卖。斯卡伯勒集市始于亨利三世于1253年1月22日颁发的特许状。这份赋予斯卡伯勒诸多特权的特许状规定“市民与他们的后嗣永久可以每年在（斯卡伯勒）自治市举办一个集市，自圣母升天节持续至随后的圣米迦勒节”。（在现代天主教日历上，对应的日期为8月15日至9月29日。）自然，这么大的场合吸引的人群不仅仅是商人；他们也需要被娱乐并填饱肚子，因此大群买家、卖家与寻欢作乐的人参加了集市。其中价格由供求关系决定，而商品常常通过以物易物的方式进行交换。记录显示自1383年起斯卡伯勒的繁荣开始衰退。
17世纪早期，来自其他城镇市场与集市的竞争以及提高的税收预示着该集市进一步的崩溃，直到它终于在财政上无力支持。集市曾一度于18世纪复苏，但由于激烈的竞争，斯卡伯勒集市最终于1788年停办。
传统的“斯卡伯勒集市”已不复存在，但是每年9月当地还会举办为数众多的低调庆祝活动以纪念最初的盛况。斯卡伯勒集市于2006年7月出现于英国遗产委员会主办的中世纪长矛比武比赛，是在惯常的招徕活动之外临时添加。
该集市的名字见于英格兰传统民歌，斯卡伯勒集市。